# Serpentine, Western Australia
Serpentine är en del av en befolkad plats i Australien. Den ligger i kommunen Serpentine-Jarrahdale och delstaten Western Australia, omkring 47 kilometer söder om delstatshuvudstaden Perth. Antalet invånare är 1 855.
Närmaste större samhälle är Parmelia, omkring 19 kilometer nordväst om Serpentine.
I omgivningarna runt Serpentine växer huvudsakligen savannskog. Runt Serpentine är det glesbefolkat, med 12 invånare per kvadratkilometer. Genomsnittlig årsnederbörd är 951 millimeter. Den regnigaste månaden är september, med i genomsnitt 168 mm nederbörd, och den torraste är februari, med 12 mm nederbörd.